# جسر تالمادج التذكاري
جسر تالمادج التذكاري جسر معلق في الولايات المتحدة يمتد على نهر سافانا بين سافانا (جورجيا) وجزيرة هاتشينسون ، ولاية جورجيا .

## التأريخ
أكنمل بناء الجسر عام 1991 ليحل محل الجسر القديم (الذي بني عام 1953), الذي أصبح يشكل خطراً على السفن الكبيرة المبحرة أسفله بإتجاه ميناء سافانا ، الذي يعد أكبر ميناء مستقبل للحاويات في الولايات المتحدة ورابع أكثر الموانئ إزدحاماً على مستوى الولايات المتحدة .

## التسمية
أشتق جسر تالمادج أسمه من يوجين تالمادج حاكم ولاية جورجيا الديمقراطي بين عامي 1933-1937 و1941-1943.

## الأبعاد
يرتفع الجسر 56م فوق خليج سافانا مما يسمح للسفن العابرة للمحيط بالمرور تحته بسهولة. بينما يمتد الفضاء بين دعامتي الجسر الواقعتين على ضفتي نهر سافانا الشمالية والجنوبية 340م ويبلغ طول الجسر الكلي 3.1 كلم .يحمل جسر تامغلي التذكاري الجديد أربع خطوط لمرور السيارات . النهاية الشمالية للجسر تنتهي عند جزيرة هاتشينسون ،تقع جزيرة هاتشينسون بين نهري سافانا ونهر باك .يمتد جسر أقدم بممرين للسيارات على نهر باك يصل بين جزيرة هاتشينسون ومقاطعة جاسبر،كارولاينا الجنوبية.

## معرض الصور

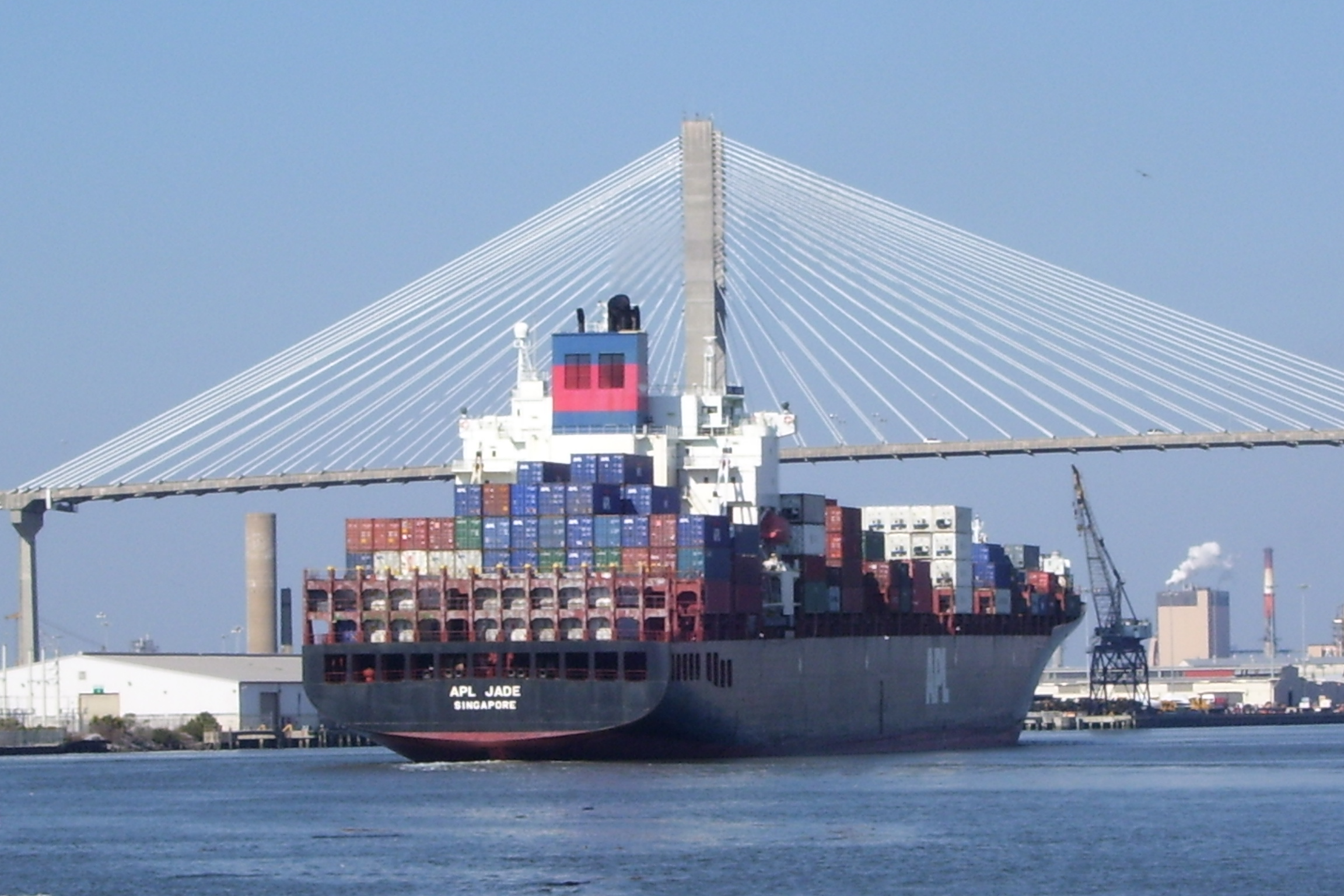
سفينة تمر تحت الجسر
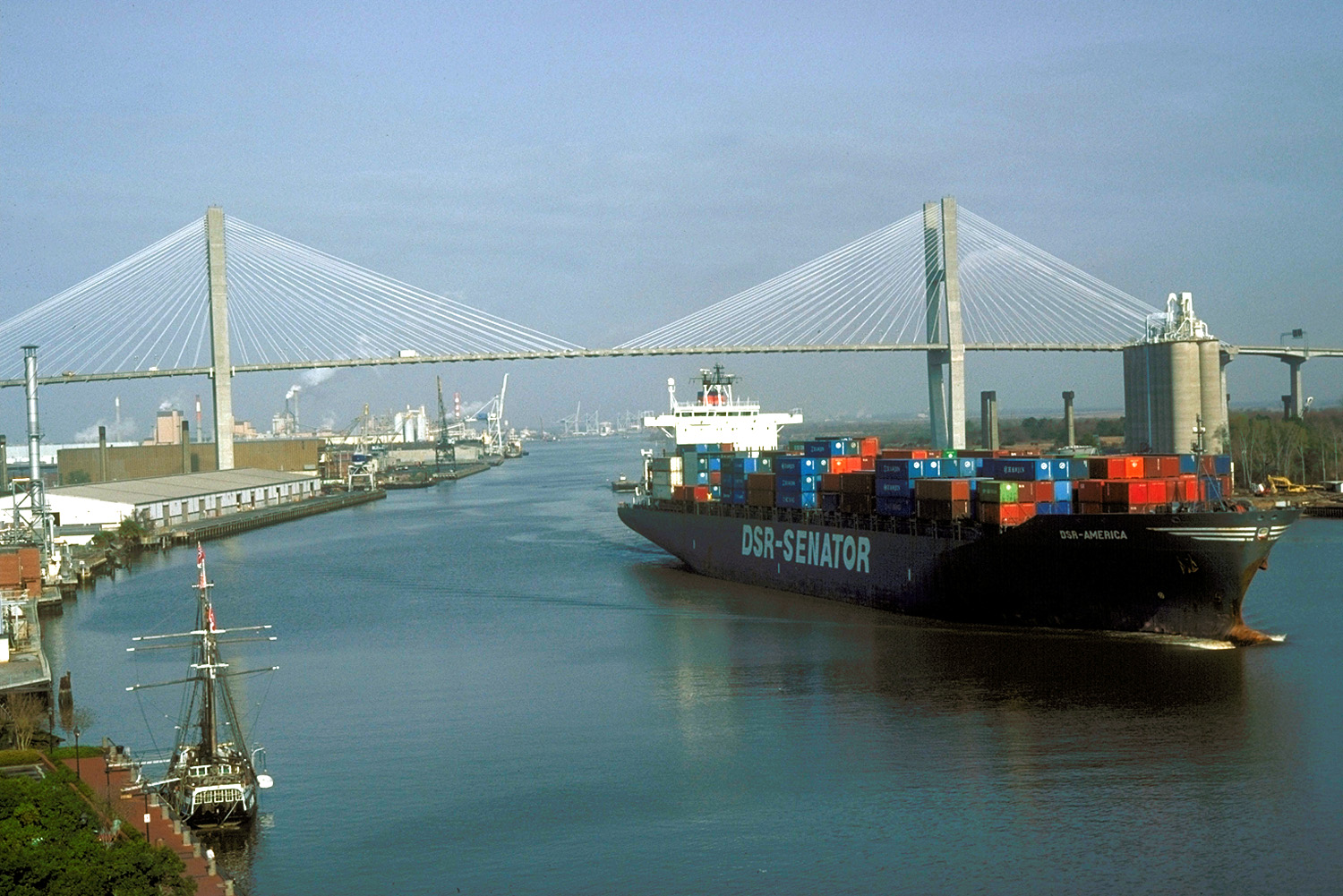
الشحن البحري تحت الجسر